# Hôtel Aubecq
Hôtel Aubecq was een Brussels herenhuis aan de Louizalaan ontworpen voor de advocaat en industrieel Octave Aubecq door Victor Horta.

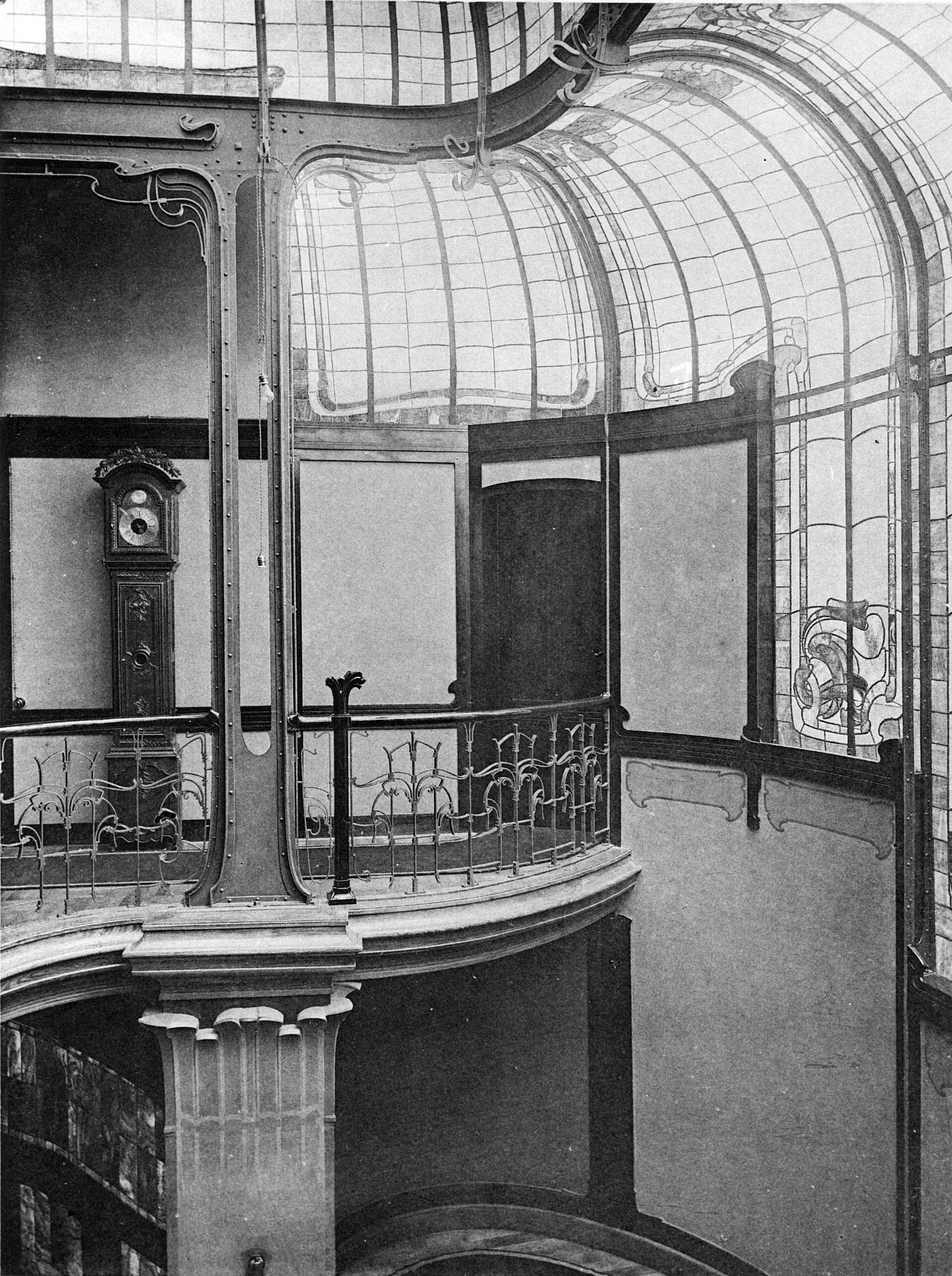
Hal van Hôtel Aubecq

## Situering

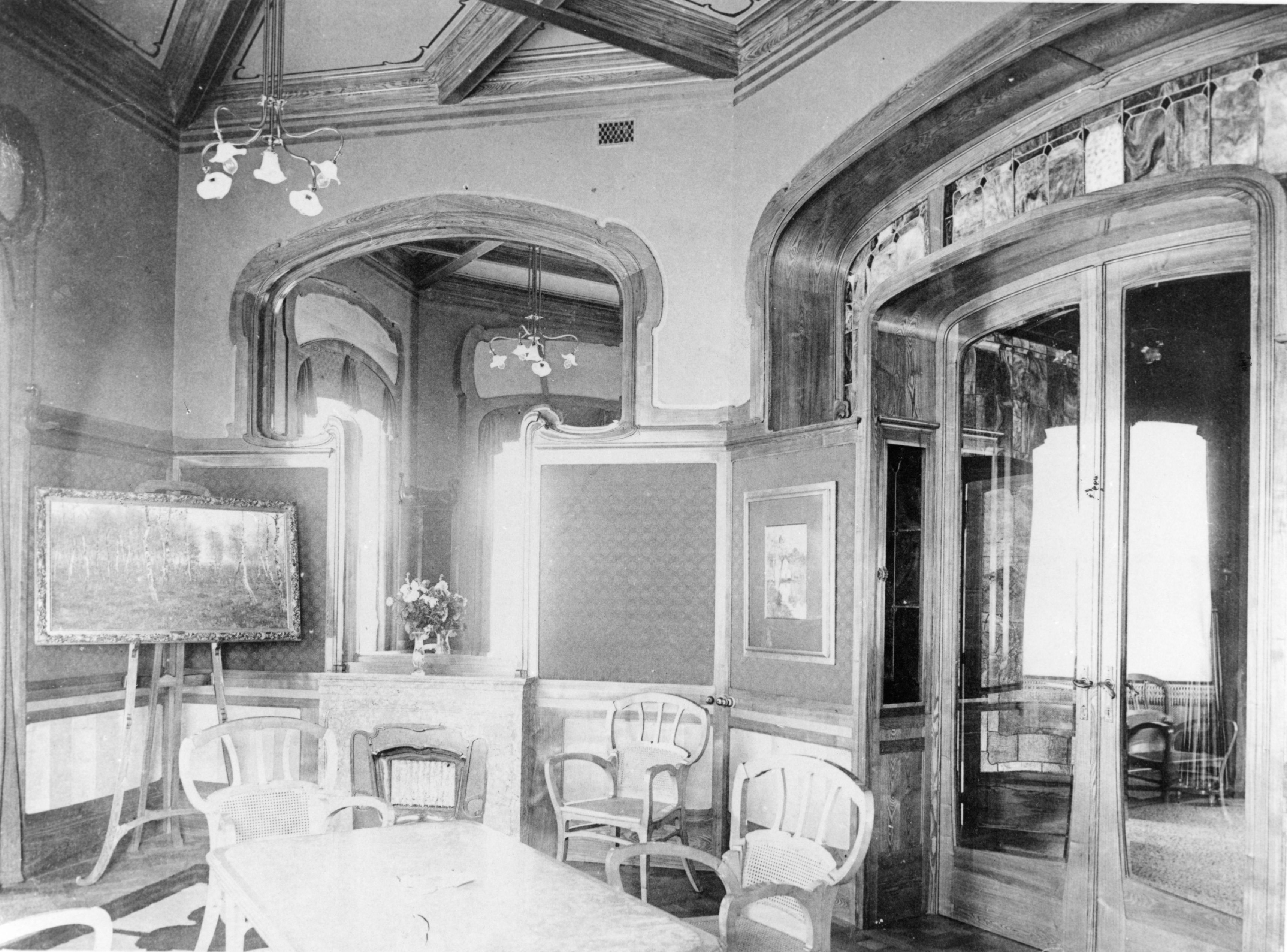
Salon in het Hôtel Aubecq (inmiddels gesloopt, Brussel)

Het gebouw werd opgericht tussen 1899 en 1902; de binneninrichting werd voltooid in 1904. De opdrachtgever Octave Aubecq was directeur van de Émailleries et Tôleries Réunies in Gosselies.
Hotel Aubecq was gelegen op een hoekperceel recht tegenover het Ter Kamerenbos en sprak aan door de plastisch opgevatte gevels met veel welvingen en balkons en door het uitgekiende aanwenden van natuurlijk licht. Het bevatte zoals de meeste gebouwen van Horta een grote glasuitbouw boven de trappenpartij. Het profiel van de gevelelementen was zo ingewikkeld dat de aannemer een gipsen model vroeg van de ontwerper.
Octave Aubecq verliet de woning vanwege zijn verhuizing naar Frankrijk, waar hij in 1925 Le Creuset oprichtte. De woning werd afgebroken in 1949, en vervangen door een flatgebouw twee jaar na de dood van de architect. Het grootste deel van de gevelstenen, op vijf na, werd bewaard met de bedoeling om het geheel te reconstrueren. De verzameling van 634 elementen is ondergebracht in een loods.
Een deel van de glasramen, het houtwerk en enkele meubels zijn nu in het bezit van het Parijse Musée d'Orsay. Van de mooie in elkaar vloeiende salons (enfilade), het indrukwekkende koepelgewelf en de sierlijk slingerende trappenpartij resten alleen nog foto's. Toevallig vond men in een kazerne in Etterbeek nog houten ramen en ijzersmeedwerk van de balkons terug. Het geheel heeft nog een museale waarde. Een reconstructie lijkt uitgesloten aangezien men slechts de gevelelementen heeft.

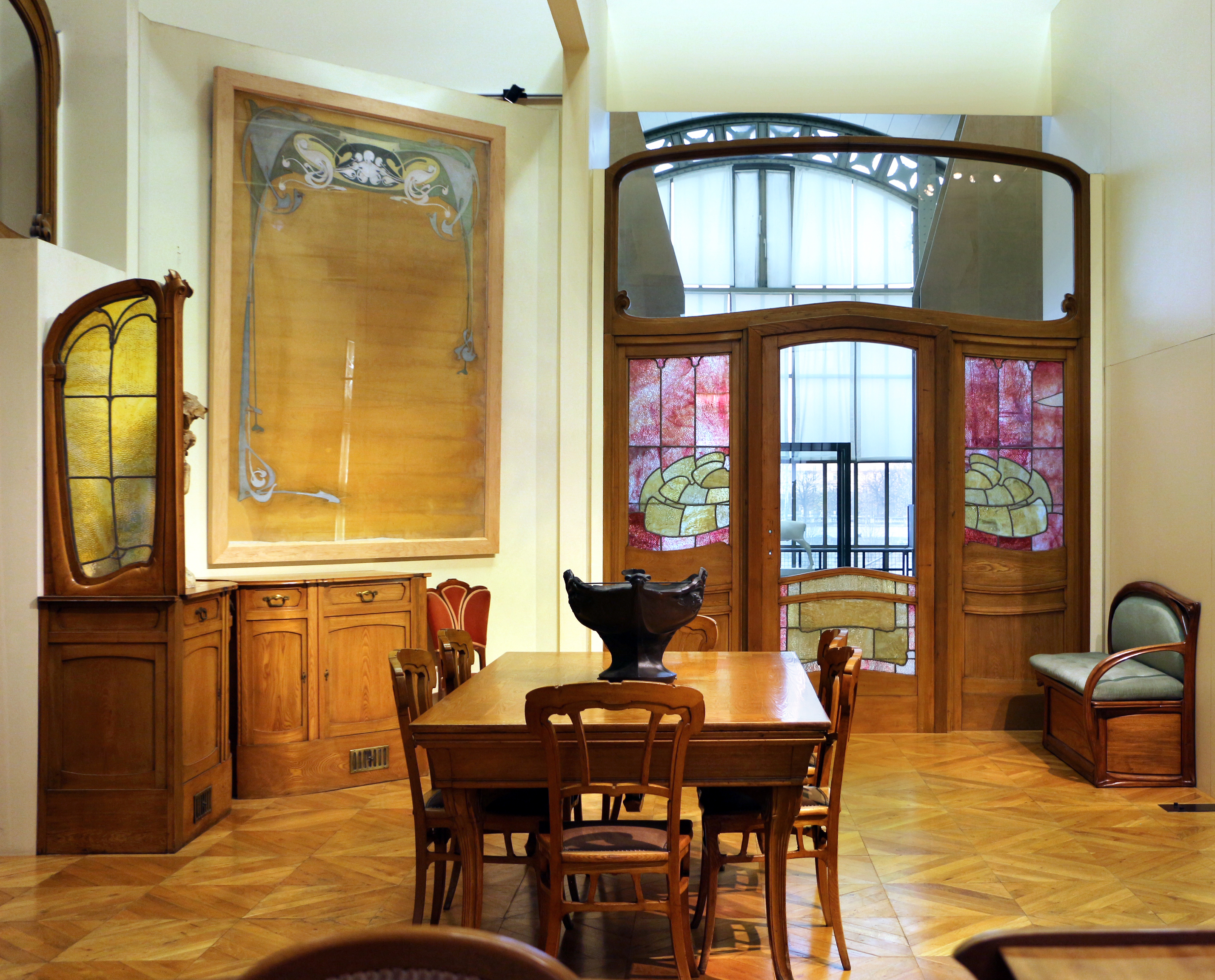
Interieur en meubels van Hôtel Aubecq, collectie Musée d'Orsay
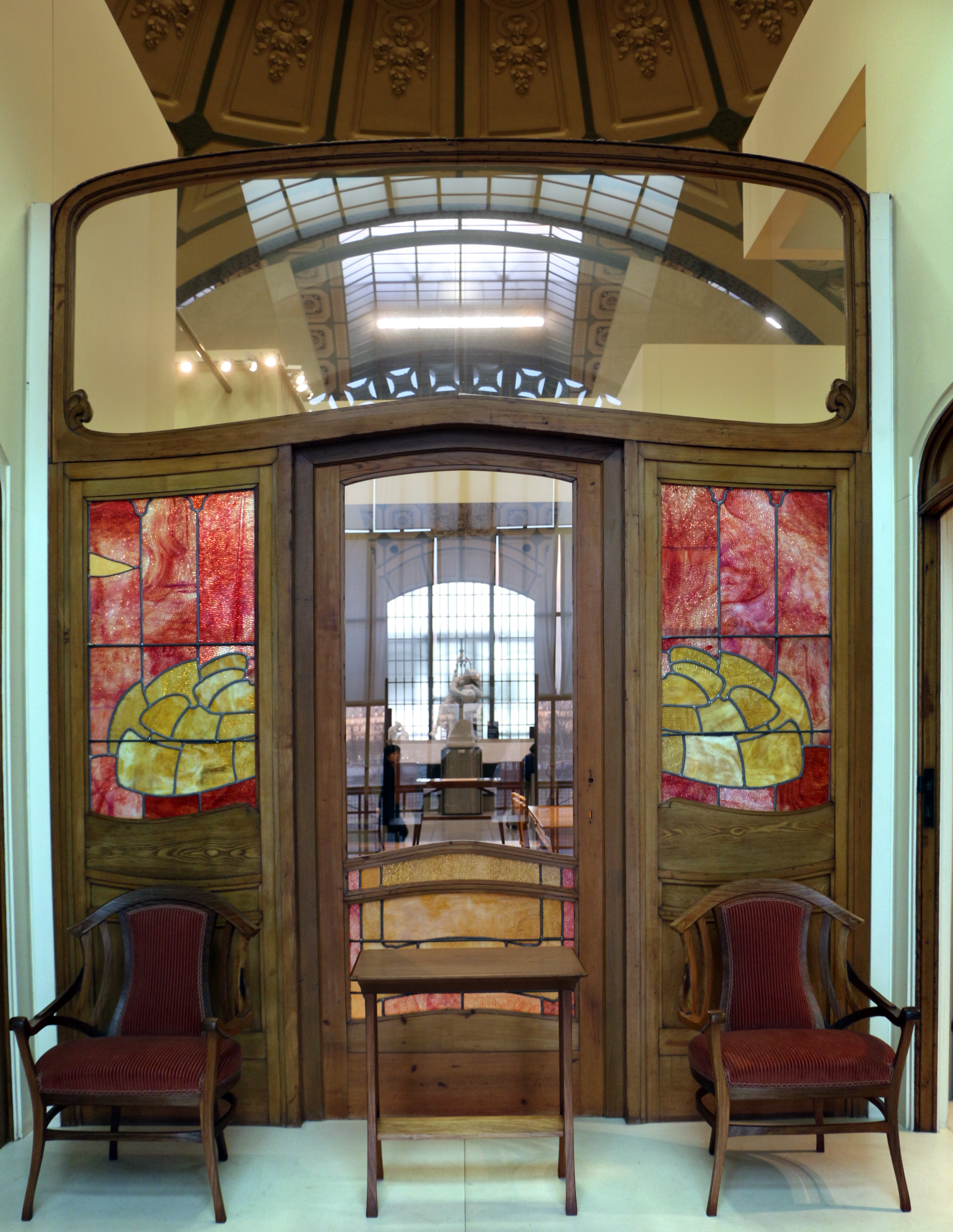
Interieur en meubels van Hôtel Aubecq, collectie Musée d'Orsay
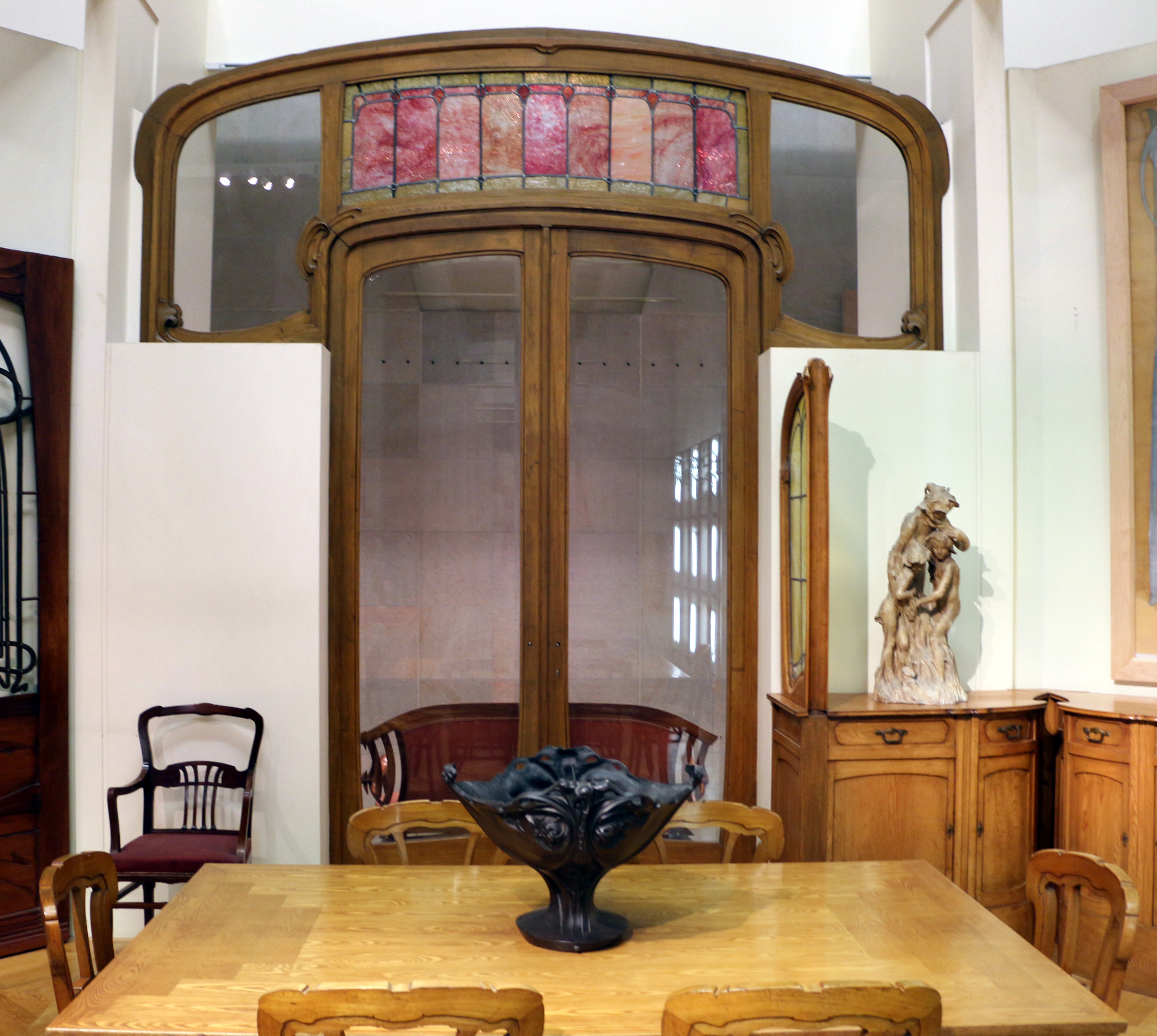
Interieur en meubels van Hôtel Aubecq, collectie Musée d'Orsay
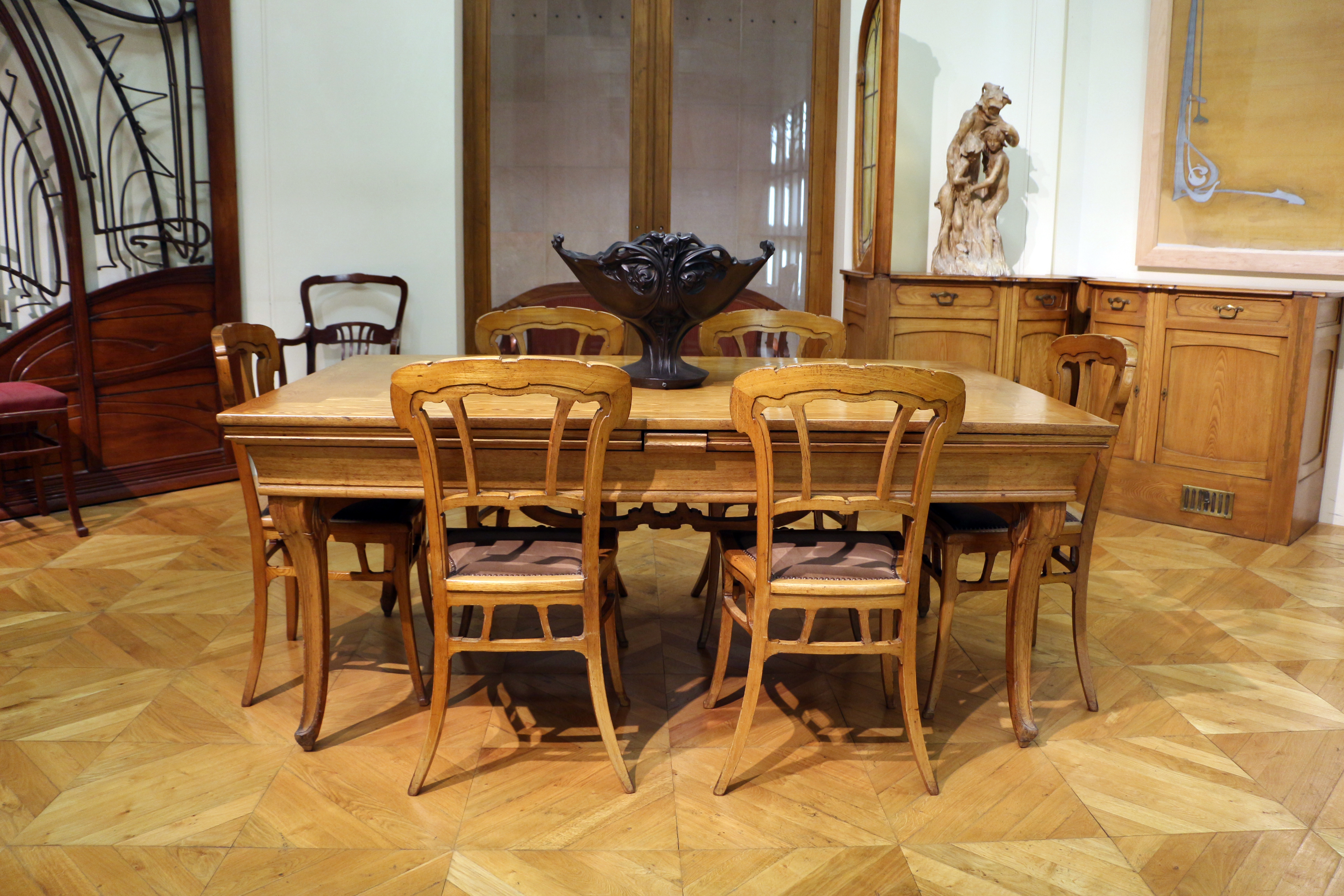
Interieur en meubels van Hôtel Aubecq, collectie Musée d'Orsay
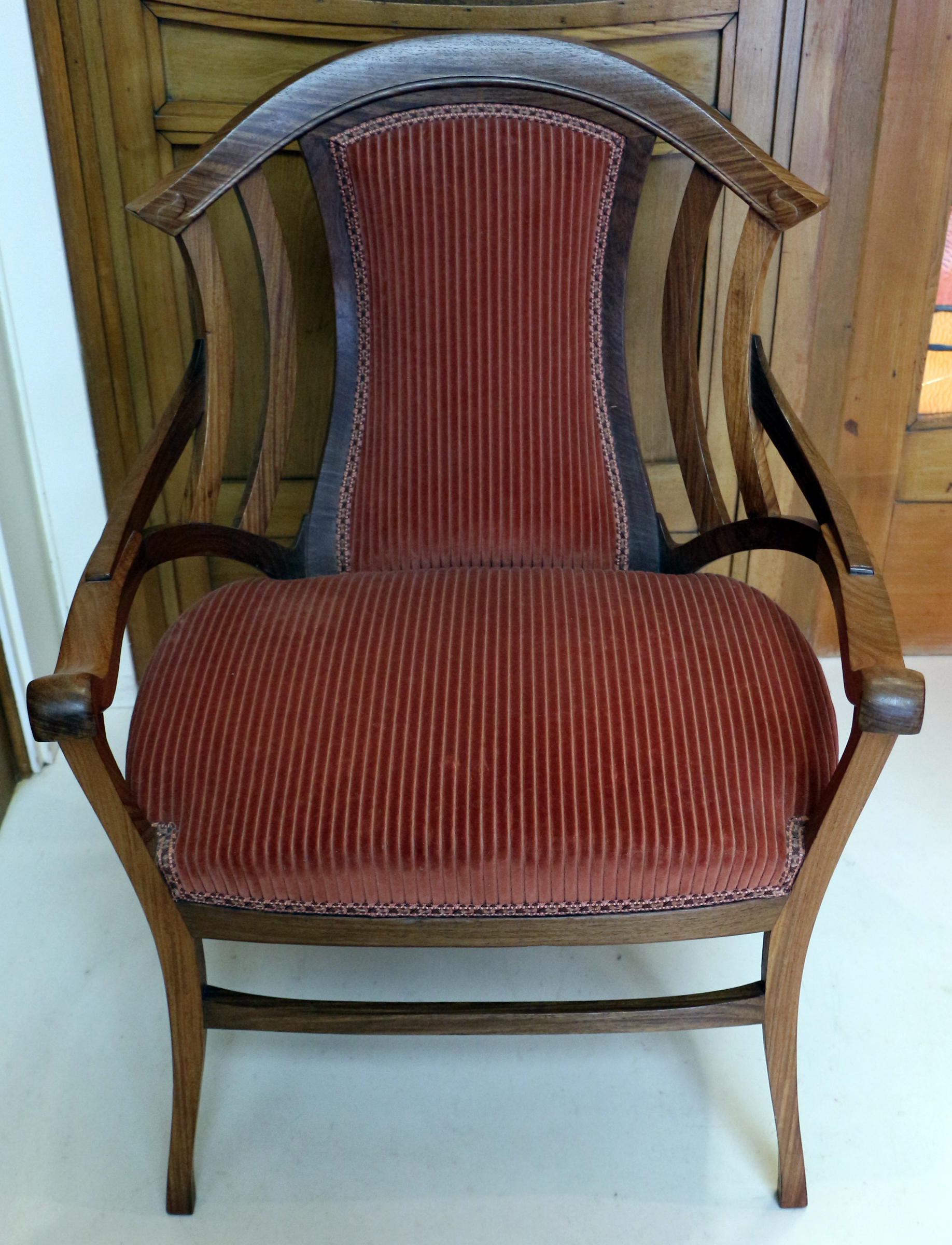
Stoel uit interieur Hôtel Aubecq, collectie Musée d'Orsay
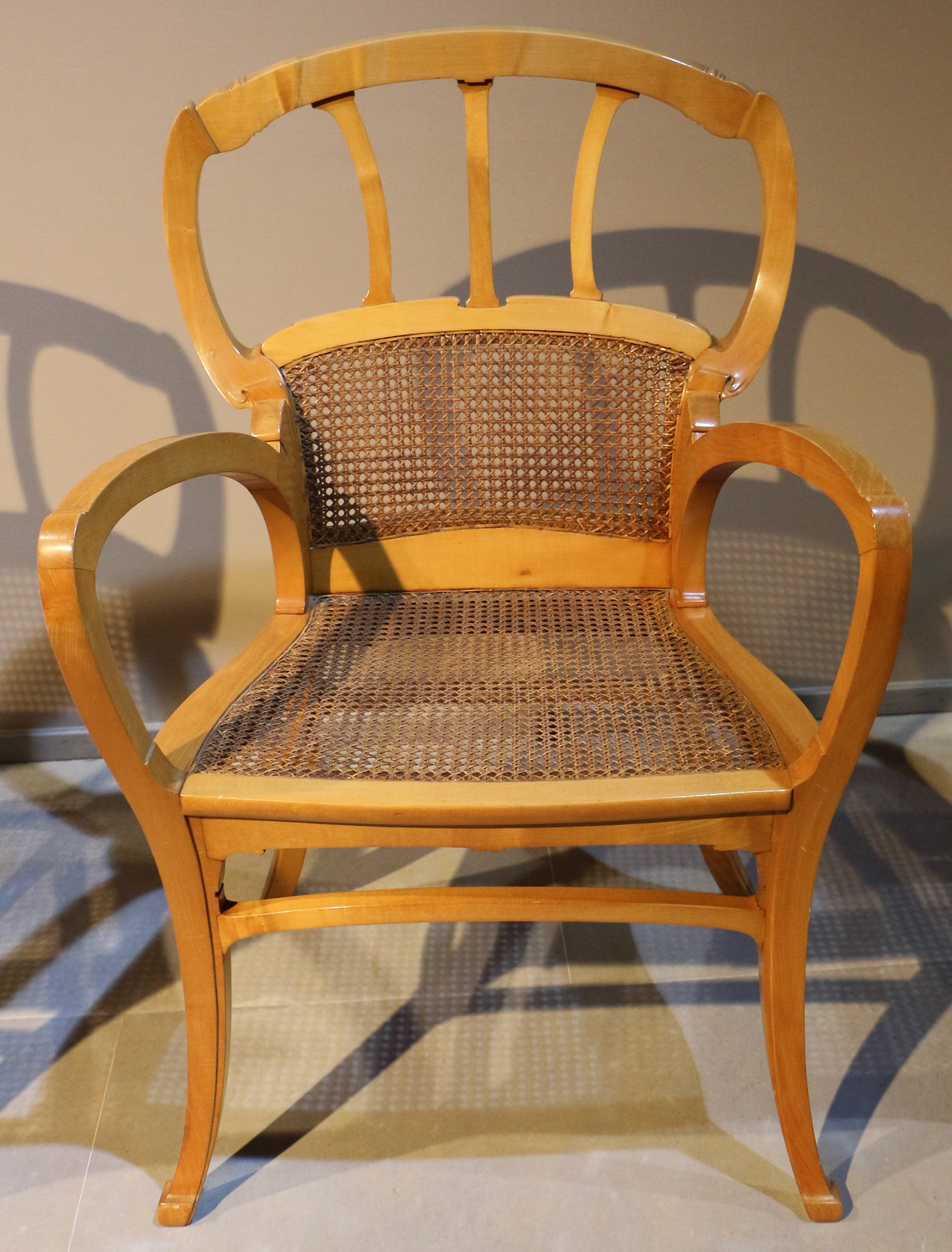
Stoel uit interieur Hôtel Aubecq, collectie Fin de Siècle Museum

## Voetnoten
1. ↑  Christian Joosten en Vincent Vincke, L'émail blanc du Pays noir, in: MIAT FACTory, juni 2016, p. 24
2. ↑  Gevelstenen Horta-parel liggen nog steeds te verkommeren in vergeten hangar. www.bruzz.be. Geraadpleegd op 23 januari 2021.